# Bernard Chenot
Pour les articles homonymes, voir Chenot.
Bernard Chenot, né le 20 mai 1909 à Paris et décédé le 5 juin 1995 dans cette même ville, est un haut fonctionnaire et homme politique français.
Il est ministre de la Justice et vice-président du Conseil d'État.

## Biographie

### Jeunesse et études
Bernard Chenot s'inscrit à l'université de Paris, où il obtient une licence de droit. Il est ensuite admis à l’École libre des sciences politiques, où il prépare les concours administratifs.

### Carrière professionnelle
Bernard Chenot entre en 1932 au Conseil d'État comme auditeur et dirige plusieurs cabinets ministériels, avant d’être délégué général au Tourisme (1938-1942). Après la Guerre, il devient secrétaire général des Houillères du Nord (1945-1946), puis secrétaire général du Conseil économique en 1951.
Parallèlement, il est maître de conférences à l’Institut d'études politiques de Paris.
Alors qu'il est commissaire du gouvernement, Bernard Chenot est à l'origine d'une controverse doctrinale avec le professeur Jean Rivero, en raillant dans ses conclusions sous l'affaire Gicquel "les faiseurs de système". Dans une réponse restée célèbre publiée au Recueil Dalloz, le professeur Rivero fera "l'apologie pour les "faiseurs de systèmes"" en prenant la défense du système universitaire en soutenant "que les systèmes soient indispensables au droit administratif qu'en fait, les contempteurs de "systèmes" tombent eux-mêmes sous la condamnation qu'ils portent, et apparaissent comme des "faiseurs de systèmes', parce qu'ils sont de remarquables juristes, et que tout juriste est faiseur de systèmes".
Il fut l'un des premiers juristes à s'intéresser au droit public économique.
La diversité de ses expériences se reflète dans ses livres sur l'Histoire des doctrines politiques ou sur l'Organisation économique de l'État, dans ses articles, dont un bon nombre sont recueillis dans ses Réflexions sur la cité, 1975-1980, ainsi que dans les allocutions qu'il prononça à l'Académie des sciences morales et politiques, dont il devint le secrétaire perpétuel en 1978.
Le 7 juillet 1958, le général de Gaulle le nomme ministre de la Santé publique (gouvernement Charles de Gaulle (3)) du 7 juillet 1958 au 8 janvier 1959, fonction qu’il conserve dans le gouvernement Michel Debré, du  8 janvier 1959 au  24 août 1961, puis ministre de la Justice du même gouvernement du 24 août 1961 au 14 avril 1962.
Lorsque Georges Pompidou devient premier ministre en 1962, Bernard Chenot le remplace pendant deux ans (du 8 mai 1962 au 11 septembre 1964) au Conseil constitutionnel.
En 1964, il est nommé à la présidence de la Compagnie des assurances générales qui devint sous son autorité les Assurances générales de France (AGF), dont il est le président de 1968 à 1970.
Candidat aux élections législatives en 1968 dans la 1re circonscription de l'Yonne, il est battu par Jean-Pierre Soisson.

### Vice-président du Conseil d'État
De 1971 à 1978, il est vice-président du Conseil d'État. Il est également président de la première Commission nationale de l'informatique et des libertés et président de l'Institut français des sciences administratives (1971-1979). Il préconise le recours plus fréquent au référendum ainsi que la séparation et l’équilibre des pouvoirs. Il soutint la candidature de François Mitterrand en 1981. Il n'a jamais revêtu de mandat électif et plaide pour des ministres affranchis des servitudes électorales et parlementaires.

## Distinctions

### Décorations françaises
- Grand-croix de la Légion d'honneur, le 1er janvier 1991[7].
- Officier de l'ordre des Palmes académiques
- Commandeur de l'ordre du Mérite commercial
- Commandeur de l'ordre de la Santé publique de droit en tant que ministre de la Santé publique (article 1er du décret du 22 mai 1954[8])
- Commandeur de l'ordre du Mérite artisanal
- Commandeur de l'ordre de l'Économie nationale
- Officier de l'ordre du Mérite touristique (1955)[9]

### Décorations étrangères
- Grand-croix de l'ordre de Saint-Charles (Monaco)
- Grand cordon de l'ordre national du Cèdre (Liban)
- Grand-croix de l'ordre souverain de Malte
- Grand officier de l'ordre de la Couronne (Belgique)
- Grand officier de l'ordre du Mérite de la république italienne (Italie)
- Grand officier de l'ordre du Trésor sacré (Japon)

## Institut français des sciences administratives
Il est pendant plusieurs années président de l'Institut français des sciences administratives, association reconnue d’utilité publique et ayant pour but de promouvoir le modèle français de sciences administratives par l’organisation de colloques et la participation aux activités de l’Institut international de sciences administratives (IFSA).

## Publications
- Se souvenir du général de Gaulle (1994)
- La Fontaine philosophe, moraliste, politique (1993)
- Politique et morale chez Sophie de Ségur née Rostopchines (1992)
- Deux histoires parallèles, nos académies, le rôle politique des femmes (1991)
- Un encyclopédiste méconnu, Monzie (1876-1947) (1990)
- Le conseil économique, un lieu de rencontres (1989)
- Le Conseil d'Etat dans les tempêtes de l'histoire (1988)
- Balises (1988)
- Chateaubriand et les bruits de la mer (1987)
- La Croix rouge internationale (1986)
- Le Conseil constitutionnel, 1958-1985 (1985)
- Morgane (1985) - grand prix de poésie de l'Académie française 1986[10]
- Le Référendum dans les institutions françaises (1984)
- Des Idées politiques de Platon 1983 (1983)
- Réflexions sur la cité, 1945-1980 (1981)
- Un Saint-Simonien dans les Landes, Pierre Euryale Cazeaux (1981)
- L'Institution présidentielle (1980)
- Philosophie des nationalisations françaises (1979)
- Actualité de Chateaubriand (1978)
- Notice sur la vie et les travaux de Louis Gabriel-Robinet (1909-1975) (1977)
- Être ministre (1967)
- Les entreprises nationalisées'' (1956)
- Les Institutions administratives étrangères et la vie administrative à l'étranger (1955)
- Organisation économique de l'État (1951)
- Droit public économique (1947)

## Sources
- Les papiers personnels de Bernard Chenot sont conservés aux Archives nationales sous la cote 406AP[11].